# Le Concert champêtre (Titien)
Pour l’article homonyme, voir Le Concert champêtre.
Le Concert champêtre est un tableau peint vers 1509, aujourd’hui conservé dans les collections du département des Peintures du musée du Louvre.

## Histoire
L'œuvre appartient d'abord aux Gonzague et particulièrement à Isabelle d'Este. Elle parvient ensuite à Charles Ier d'Angleterre et puis au banquier français Everhard Jabach. Enfin Louis XIV de France la fait entrer au palais du Louvre en 1671.

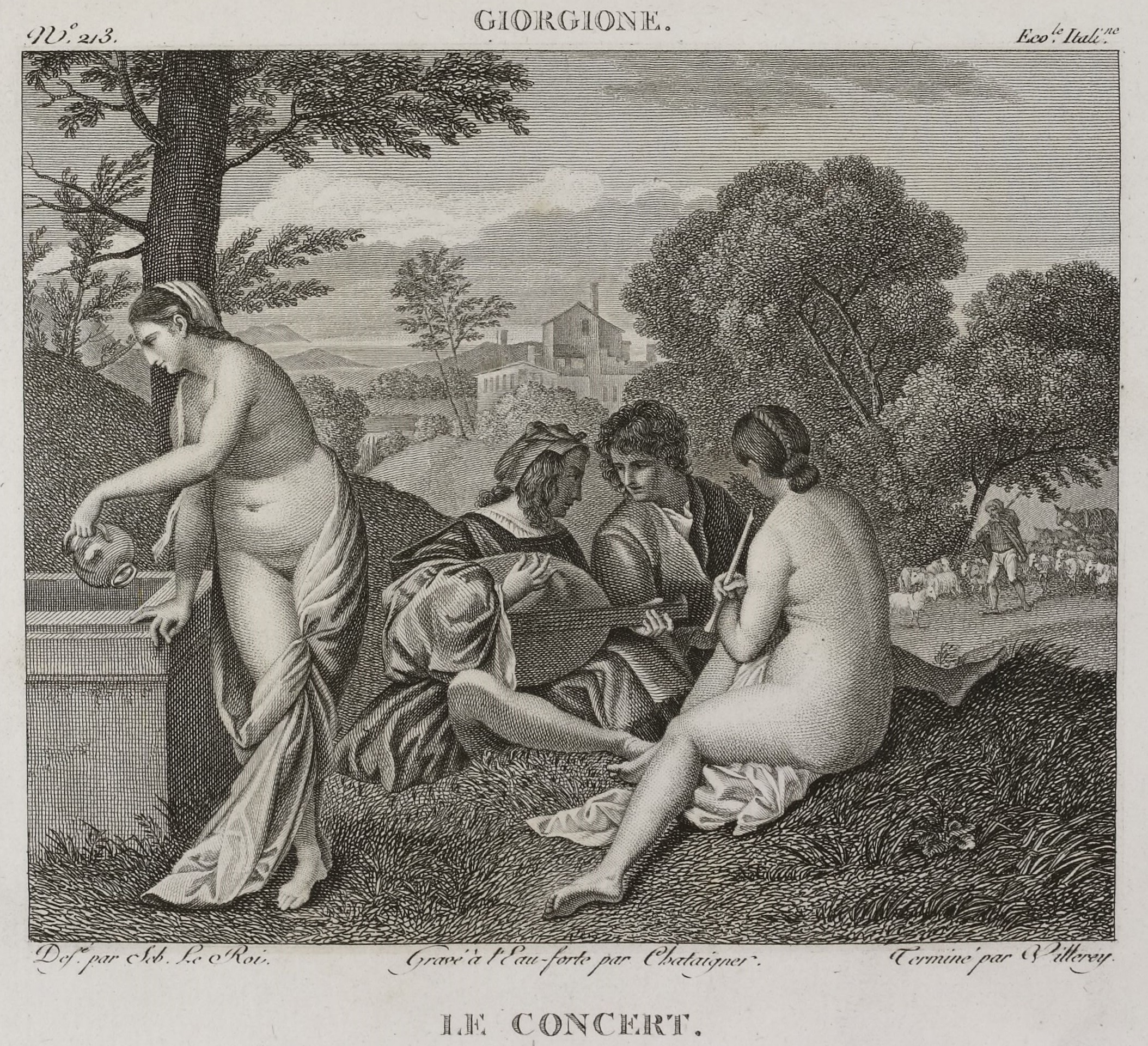
Le Concert, gravure de Denis-Sébastien Leroy, Antoine-Claude-François Villerey et Alexis Chataigner, vers 1802-1815.

## Description
Deux jeunes gens sont assis dans un paysage vallonné. L'homme vêtu d'un costume rouge à manches bouffantes joue d'un luth pendant que son compagnon vêtu d'une tunique verte se penche vers lui.
Ils sont accompagnés de deux femmes dont les toges sont tombées, les laissant largement  dénudées. La femme de gauche se tient debout et verse de l'eau dans une vasque de marbre. L'autre femme, assise, joue de la flûte.

## Interprétation
Les historiens de l'art proposent des interprétations variées de ce tableau.
Il pourrait s'agir d'une allégorie de la poésie, car dans l'antiquité grecque la flûte était l'un des attributs de la muse de la poésie épique, Calliope. Dans ce tableau, les deux femmes nues ont une beauté idéale, elles ne peuvent pas être réelles : elles n'existent que dans l'imaginaire des deux hommes qu'elles inspirent. Il était fréquent que les peintres du XVIe siècle représentent simultanément le visible et l'invisible.
Le thème de la musique dans un paysage serein, complété par la présence au second plan d'un berger avec ses moutons, peut être interprété aussi  comme  une représentation de l'Arcadie, pays légendaire peuplé de bergers qui vivent heureux et jouent de la musique.

## Controverse sur l'attribution
Son attribution fait encore problème parmi les spécialistes : longtemps attribué à Giorgione, l’attribution à Titien n’est pas retenue par tous les historiens de l’art moderne, dans la mesure où certains voient dans cette œuvre une collaboration entre Giorgione et Titien : il existe une réelle possibilité pour que Giorgione ait commencé un tableau, où prédominent des éléments typiques de son œuvre, tels que la musique, l’oisiveté pastorale et la représentation simultanée du visible et de l’invisible, que son élève aurait terminé après sa mort, en 1510.

## Postérité
Le tableau fait partie du musée imaginaire de l'historien français Paul Veyne, qui le décrit dans son ouvrage justement intitulé Mon musée imaginaire.